# Ниниашвили, Христофор Иванович
Христофор Иванович Ниниашвили (15 апреля 1921, Каспский муниципалитет, Шида-Картли — 2014, Тбилиси) — советский самбист, чемпион и призёр чемпионатов СССР, мастер спорта СССР. Выступал за «Динамо» (Тбилиси). Выпускник Грузинского государственного института физической культуры. Заслуженный тренер СССР. В 1961 году стал судьёй всесоюзной категории. Заслуженный работник физической культуры Грузинской ССР.

## Спортивные результаты
- Чемпионат СССР по самбо 1947 года — ;
- Чемпионат СССР по самбо 1948 года — ;
- Чемпионат СССР по самбо 1949 года — ;
- Чемпионат СССР по самбо 1950 года — ;
- Чемпионат СССР по самбо 1952 года — ;

## Известные воспитанники
Кикнадзе, Анзор Леванович (1934—1977) — самбист и дзюдоист, Заслуженный мастер спорта СССР. Бронзовый призёр Олимпийских игр 1964 года в Токио, четырёхкратный чемпион Европы в личном первенстве, четырёхкратный чемпион Европы в командном первенстве, пятикратный чемпион СССР по борьбе самбо. Первый советский чемпион Европы по дзюдо.

## Семья
Брат Николай — призёр чемпионатов СССР по самбо.